# Encyclopaedia Judaica
L'Encyclopaedia Judaica est une encyclopédie en langue anglaise en 26 volumes consacrée à la culture, l'histoire et la religion juives. Elle prend le relais de la Jewish Encyclopedia anglophone (1901-1906) et de la Encyclopædia Judaïca: das Judentum in Geschichte und Gegenwart publiée en allemand à Berlin (1928-1934).

## Histoire
La première édition de l'Encyclopaedia Judaica, publiée en 1971-1972, comprenait 16 volumes, imprimés à Jérusalem par Keter Publishing House et à New York par la Macmillan Company. Entre 1972 et 1994, 10 nouveaux volumes s’ajoutèrent aux précédents, enrichissant l'encyclopédie par des suppléments sur les événements récents, ce qui porta l’ensemble à 15 millions de mots et à plus de 25 000 articles. Selon ses auteurs, le projet a demandé trente ans d'études et de recherches.
Ses rédacteurs en chef furent d'abord Cecil Roth, jusqu'à sa mort en 1970, puis Geoffrey Wigoder. L'encyclopédie a réuni environ 2 200 contributeurs et 250 rédacteurs dans le monde.
Une seconde édition, entièrement refondue, a été publiée en 22 volumes au mois de janvier 2007.

### Versions
Une version CD de la Judaica est aujourd’hui disponible, s'appuyant sur le fonds de la seconde édition papier, avec plus de 100 000 liens et diverses possibilités techniques comme des films vidéo, de la musique et la prononciation de l’hébreu.
Une version plus courte en langue russe fut lancée au début des années 1970, mais la publication est finalement devenue indépendante et compte désormais 11 volumes et 3 suppléments.
Une version abrégée est disponible en français, le Dictionnaire encyclopédique du judaïsme, adapté par Sylvie Anne Goldberg et complété d'une esquisse de l'histoire du peuple juif.